# Ledaea perditalis
Ledaea perditalis là một loài bướm đêm thuộc họ Erebidae. Nó được tìm thấy ở Great Lakes States, Quebec và miền bắc New England, phía nam đến Florida và Texas.
Sải cánh dài 23–26 mm. Con trưởng thành bay từ tháng 4 đến tháng 8 ở phía nam và từ tháng 5 đến tháng 8 in the north. There are one to three generations per year.
Ấu trùng ăn các loài Cephalanthus và Scirpus cyperinus.